# 青山ひかる (歌手)
青山 ひかる（あおやま ひかる、1979年1月21日 - ）は、日本の歌手である。男性。山形県出身。2006年日本クラウンよりデビュー。
2011年11月から2013年4月まで、元ロス・プリモスの上野旬也と男性デュオノーチェ・アルバーナとして活動した。

## ディスコグラフィー

### シングル
1. 東京ロスト・ラブ（2006年3月8日）
  1. 東京ロスト・ラブ
  2. 足手まとい
  3. 東京ロスト・ラブ〔カラオケ〕
  4. 足手まとい〔カラオケ〕
2. 叱らないで（2006年10月4日）青山ミチのカバー
  1. 叱らないで
  2. 人生チャチャチャ
  3. 叱らないで【カラオケ】
  4. 人生チャチャチャ【カラオケ】
3. 黄昏に閉じこめて（2007年5月9日）
  1. 黄昏に閉じこめて
  2. くるみ割り人形
  3. 黄昏に閉じこめて【カラオケ】
  4. くるみ割り人形【カラオケ】
  5. 黄昏に閉じこめて【一般用カラオケ】
4. 氷の炎（2008年7月2日）
  1. 氷の炎
  2. 偽りの媚薬
  3. 氷の炎【カラオケ】
  4. 偽りの媚薬【カラオケ】
  5. 氷の炎【一般用カラオケ】
5. 人生チャチャチャ（2013年10月2日）
  1. 人生チャチャチャ
  2. 愛という名の港
  3. 人生チャチャチャ【カラオケ】
  4. 愛という名の港【カラオケ】
  5. 人生チャチャチャ【一般用カラオケ（1音上げ）】
  6. 偽りの媚薬【一般用カラオケ（1音上げ）】
6. かみのやま慕情（2015年4月8日）
  1. かみのやま慕情
  2. そして…夢さがし
  3. ラブユー東京
  4. かみのやま慕情【カラオケ】
  5. そして…夢さがし【カラオケ】